# KV63
KV63 är den senast utgrävda kammaren i Konungarnas dal ca 5 km väster om staden Luxor i Egypten. Kammaren tros inte vara en grav, utan förvaringsplats för överblivet balsameringsmaterial. Sannolikt kan det vara resterna efter balsameringen av farao Tutankhamon, vars grav (KV62) ligger bara 15 meter norr om KV63, som placerats här efter hans död 1323 f.Kr.. KV63 tros ha förslutits någon gång mellan 1337 och 1334 f.Kr..
KV63 upptäcktes 10 mars 2005 och fyndplatsen offentliggjordes officiellt 10 februari 2006 av Dr Zahi Hawass. Detta var den första nyupptäckta kammaren i Konungarnas dal sedan 1922 då Tutankhamons grav hittades.
Kammaren har blivit utgrävd av den amerikanska egyptologen Otto Schaden. Utgrävningarna startade i februari 2006 och då tog man för givet att även KV63 var en grav liksom de övriga kamrarna i Konungarnas dal. Kammaren inleds med ett vertikalt schakt. Därefter en försluten port som leder in till ett rum. Rummet i K63 innehöll sju träkistor, varav en var av barnstorlek, och 28 förvaringskrukor med en höjd av ca 70 cm.. Ingen av kistorna innehöll någon kropp utan i stället var de, och förvaringskrukorna, fyllda med rester av material för balsamering som t.ex. stora mängder av natriumkarbonat. Även kuddar, träpallar och även en träsäng som var bruten i små bitar fanns i krukorna och kistorna. Sannolikt betraktades alla rester efter balsameringsprocessen som heliga och lagrades därför i denna kammare.
KV63 har flera arkitekturella likheter med gravarna KV46 och KV55. Förvaringskrukorna som hittats i KV63 har likheter med motsvarande krukor i KV46 och KV54 (som innehåller rester efter balsameringen av Tutankhamon). Det har även hittats sigill i KV63 som är nära identiskt med sigill från Tutankhamons grav. Sammantaget är det mycket som tyder på att det som finns lagrat i KV63 är resterna efter balsameringen av farao Tutankhamon.